# لونژومو
شهر لونژومو (به فرانسوی: Longjumeau) در شهرستان اسون در ناحیه ایل-دو-فرانس با جمعیت ۲۱٬۰۴۸ نفر در کشور فرانسه واقع شده‌است